# Shupenzë
Shupenzë es una unidad administrativa y pueblo de Albania. Fue municipio hasta el año 2015, cuando la reforma territorial de Albania lo incluyó en el municipio de Bulqizë.
En 2011, el municipio tenía una población de 5503 habitantes.
Incluye las localidades de Shupenze, Vlashje, Bocev, Homesh, Okshatine, Kovashice, Zogjaj, Shtushaj, Topojan, Mazhice, Gjoric y Bllac.
Se sitúa unos 20 km al este de la capital municipal Bulqizë sobre la carretera SH6.